# Barranqueiro-de-olho-branco
O barranqueiro-de-olho-branco (Automolus leucophthalmus) é uma espécie de ave da família Furnariidae.
Pode ser encontrada nos seguintes países: Argentina, Brasil e Paraguai.
Os seus habitats naturais são: florestas subtropicais ou tropicais húmidas de baixa altitude.